# Luděk Faustus
Luděk Faustus (24. července 1927 Praha – 22. října 1996 Praha) byl český botanik, vysokoškolský pedagog a spisovatel v oboru botaniky.

## Život
Během druhé světové války jako student střední školy musel odejít ze školy, protože vyjádřil odpor vůči výuce německého jazyka a v 15 letech začal pracovat jako lesní dělník na šluknovsku. Zde začal jeho zájem o dřeviny. Maturitu složil až po skončení druhé světové války a následně začal studovat na přírodovědecké fakultě UK. Když skončil svá studia na přírodovědecké fakultě začal působit na ruském gymnáziu. Doktorandské studium absolvovat také na Karlově univerzitě prací na téma: nahosemenné rostliny a fyziologie rostlin. Poté kdy získal doktorát začal vyučovat jako odborný asistent na pedagogické fakultě UK v oboru: botanika. V roce 1945 sice vstoupil do KSČ, ale krátce po únoru 1948 své členství zase zrušil. To však mělo vliv na jeho další profesní kariéru. Přesto publikoval v odborných časopisech. Od 80. let 20. století působil v ÚÚVPP (Ústřední ústav pro vzdělávání pedagogických pracovníků) až do roku 1989, kdy odešel do důchodu.
Mimo profesní činnost působil aktivně v kynologickém klubu jako mezinárodní rozhodčí na kynologických výstavách, a byl hlavním poradcem chovu plemene Airedale terrier (Erdelteriér). V 60. a 70. letech 20. století se stal členem Wartburg klubu a účastnil se závodů „Modrá stuha“ a závodů do vrchu.
V roce 1977 s rodinou zakoupil dům se zahradou ve vesničce v Českém středohoří pod chráněným vrchem Boreč. Zahradu osázel sazenicemi cenných dřevin s ideou malého arboreta, několik druhů jedlí, borovic, smrků, ale i listnatých dřevin se sortimentem druhu Lonicera. Zároveň sepsal klíč k určování druhu Lonicera, který již vzhledem k onemocnění nepublikoval.

## Dílo
K jeho nejznámějšímu dílu v oboru botaniky patřil: Botanický klíč: klíč k určování 1000 nejdůležitějších cévnatých rostlin, který byl pomocnou knihou pro žáky základních a středních škol. Faustus navázal na dílo Františka Polívky, kdy upravil a doplnil Polívkův: Klíč k určování rostlin. Dalším významným dílem byla vysokoškolská učebnice pro studium učitelství všeobecně vzdělávacích předmětů: Základy fyziologie rostlin, kterou napsal společně s Miloslavem Kinclem. Zabýval se také zámeckými parky, mezi něž patřila Valeč či Žleby.